# Frank Dundr
Frank Dundr (* 25. Januar 1957 in Sonneberg als Frank Butz) ist ein ehemaliger  Ruderer aus der Deutschen Demokratischen Republik. 1980 gelang ihm im Doppelvierer der Olympiasieg.
Frank Butz wechselte 1973 von der Leichtathletik zum Rudersport, weil im neu gebildeten Doppelvierer des SC Dynamo Berlin noch ein Mann fehlte. 1974 belegte er bereits mit Norbert Buhr den zweiten Platz bei den Junioreneuropameisterschaften im Doppelzweier. Ein Jahr später gewann er bei den Junioren-Weltmeisterschaften mit Gerd Lützner. 1977 heiratete er und nahm den Namen seiner Frau an.
Frank Dundr gehörte 1977 zum neuen Doppelvierer der DDR zusammen mit Martin Winter, Karl-Heinz Bußert und Wolfgang Güldenpfennig. Dieses Boot gewann bei den Weltmeisterschaften in Amsterdam die Goldmedaille. Mit Joachim Dreifke für Güldenpfennig verteidigte das Boot den Titel bei den Weltmeisterschaften 1978 in Neuseeland. Bei den Olympischen Spielen 1980 saßen Uwe Heppner und Carsten Bunk zusammen mit Winter und Dundr im Doppelvierer, der mit anderthalb Sekunden Vorsprung auf das sowjetische Boot Gold gewann. Vier Jahre später saß Dundr in dem Doppelvierer, der bei der Rotsee-Regatta in Luzern gewann, wegen des Olympiaboykotts verpasste Dundr seine zweite Olympiateilnahme.
Dundr war gelernter Baufacharbeiter, studierte aber an der Offiziersschule Staatswissenschaften. Bis 1990 war er als Kommissar in Sonneberg tätig. In der DDR wurde er mehrmals mit dem Vaterländischen Verdienstorden ausgezeichnet: 1978 in Bronze, 1980 in Silber und 1984 in Gold.